# Ataque em Pont-Sondé em 2024
O ataque em Pont-Sondé em 2024 ocorreu em 3 de outubro de 2024 na cidade de Pont-Sondé, no Haiti, onde um massacre perpetrado pela gangue Gran Grif, provocou 115 mortos e pelo menos 50 feridos. Milhares de outros fugiram da cidade após o ataque, que faz parte da guerra de gangues no Haiti.

## Contexto
A gangue Gran Grif opera no departamento de Artibonite e é considerada uma das gangues mais cruéis do Haiti, com nove sequestros em massa atribuídos ao grupo entre outubro de 2023 e janeiro de 2024. A gangue foi formada depois que o ex-legislador Prophane Victor começou a armar jovens há quase uma década para garantir sua eleição e controlar a área. Tanto Victor quanto o atual líder da gangue, Luckson Elan, também foram sancionados pelos Estados Unidos em setembro de 2024 e pelo Conselho de Segurança das Nações Unidas. Rumores de um ataque iminente à cidade circulavam desde agosto de 2024, depois que a gangue acusou os moradores de colaborar com um grupo de autodefesa chamado "A Coalizão" e dificultar as operações de um pedágio improvisado estabelecido pela gangue em uma estrada e emitiu um aviso nas redes sociais.

## Ataque
O incidente ocorreu na manhã de 3 de outubro. Os agressores, vindos de Savien, entraram na cidade usando canoas e encontraram pouca resistência por parte da polícia. No mínimo 115 pessoas morreram e pelo menos cinquenta pessoas ficaram feridas; dezesseis delas, incluindo dois membros de gangues, ficaram gravemente feridas. Muitos dos mortos foram baleados por rifles automáticos, enquanto outros foram esfaqueados. Entre eles estavam dez mulheres e três crianças. Os atacantes também queimaram 45 casas e 34 veículos antes de fugirem a pé por uma fazenda próxima.
Muitos dos feridos foram levados para o hospital Saint-Nicolas em Saint-Marc, para onde os sobreviventes também fugiram.
Quase 6.300 pessoas foram deslocadas.

## Reações
O primeiro-ministro Garry Conille respondeu: "Este crime hediondo, perpetrado contra mulheres, homens e crianças indefesos, não é apenas um ataque a essas vítimas, mas a toda a nação haitiana." O governo ordenou uma unidade policial de elite e suprimentos médicos para Pont-Sondé. Conille mais tarde visitou os feridos no hospital de Saint-Marc. O Conselho Presidencial de Transição realizou um minuto de silêncio pelas vítimas em 7 de outubro. O comissário de polícia do Departamento de Artibonite foi demitido em 4 de outubro. Um promotor público classificou o ataque como massacre.
Luckson Elan culpou o governo e os habitantes de Pont-Sondé pelo ocorrido, acusando-os de passividade durante os ataques aos membros do Gran Grif. Os sobreviventes questionaram por que as autoridades não fizeram nada para impedir o incidente, já que a gangue havia alertado em um vídeo postado nas redes sociais que planejava atacar Pont-Sondé.
O porta-voz do Gabinete de Direitos Humanos das Nações Unidas, Thameen Al-Kheetan, disse que a sua agência ficou horrorizada com o ataque. A União Europeia também condenou o ataque.